# Dương Tử Giang
Dương Tử Giang (1918 - 2 tháng 12 năm 1956) là nhà báo, nhà văn cách mạng Việt Nam.

## Tiểu sử
Ông tên thật Nguyễn Tấn Sĩ, sinh năm 1918, quê tại Nhơn Thạnh, huyện Châu Thành (nay là xã Nhơn Thạnh, thành phố Bến Tre) tỉnh Bến Tre. Sau khi học hết trung học (1936), ông đứng ra thành lập một gánh hát riêng nhưng chỉ được một thời gian ngắn phải rã gánh. Ông xin dạy học ở Trường tiểu học Thủ Đức rồi làm thư ký ở Ty Thương chánh Hà Tiên. Sau đó, ông lên Sài Gòn và bắt đầu nghề báo, viết bài cho các báo Mai, Sống của Đông Hồ và Trúc Hà, Thanh niên của Huỳnh Tấn Phát. Thời gian trước Cách mạng tháng 8, ông cũng viết được một số tiểu thuyết, như Bịnh học (1937), Con gà và con chó (1939).
Sau khi Nam Bộ kháng chiến, ông tích cực tham gia viết báo chống Pháp và đã từng bị chính quyền Pháp bắt giam. Ông cùng với Vũ Tùng, Thiếu Sơn đều nằm trong nhóm Justice (Công lý) - cơ quan chính thức của Đảng Xã hội Pháp ở Đông Dương. Năm 1950, do diễn thuyết trong đám tang nhà báo Nam Quốc Cang, ông bị truy nã và thoát ly ra khu kháng chiến ở miền Tây Nam Bộ, cùng với Thiếu Sơn làm báo Cứu quốc và hoạt động văn nghệ ở chiến khu. Thời gian này, Dương Tử Giang còn viết một số kịch bản tuồng.
Năm 1954, ông trở lại hoạt động báo chí ở Sài Gòn. Ông thực hiện các báo Công lý, Điện báo rồi Duy tân. Ngày 8 tháng 10 năm 1955, ông cùng Lý Văn Sâm, Thiếu Sơn, Tư Mã Việt, Tô Nguyệt Đình... bị chính quyền Ngô Đình Diệm bắt vì tội "thân cộng". Ông bị giam ở bót Catina rồi chuyển về trại giam Tân Hiệp, Biên Hòa. Ở Tân Hiệp, ông tham gia công tác tuyên hiấn, tuyên truyền. Ngày 2 tháng 12 năm 1956, khi cùng các tù nhân phá khám, vượt ngục, ông bị trúng đạn và qua đời. Dương Tử Giang mất khi mới chỉ 38 tuổi.
Nhà văn Thiếu Sơn, người bạn thân thiết của Dương Tử Giang đã viết về ông: 
| “ | Dương Tử Giang là một chiến sĩ với những đức tính kiên trung, nghĩa dũng khiến cho tôi phải kính phục vô cùng. Suốt thời gian kháng chiến, chưa bao giờ Dương Tử Giang từ chối một công tác khó khăn nào, chưa bao giờ Giang lẩn tránh một gian nguy, khổ cực nào. Con đường chính nghĩa đó, Giang đã đi tới cùng, dù không sự nghiệp gì đáng để lại, nhưng Giang là một tấm gương hy sinh cho đại nghĩa, một tấm gương đáng nêu cho mọi người trong giây phút vẻ vang của dân tộc (báo Sài Gòn Giải Phóng, số ngày 13 tháng 12 năm 1987) | ” |

Hiện nay, bút danh Dương Tử Giang đã được đặt cho một con đường ở Thành phố Hồ Chí Minh. Hội Nhà báo Đồng Nai cũng tổ chức Giải Báo chí Dương Tử Giang dành cho các nhà báo của tỉnh.

## Tác phẩm
- Bịnh học (tiểu thuyết, 1937)
- Con gà và con chó (tiểu thuyết, 1939)
- Tranh đấu (tiểu thuyết, 1949)
- Một vũ trụ sụp đổ (tiểu thuyết, 1949)
- Cô Sáu Tầu Thưng (1949)
- Vè Bảo Đại (1950)
- Trương Phi thủ Cổ thành (tuồng)
- Nửa đêm về sáng Lưu trữ ngày 16 tháng 9 năm 2009 tại Wayback Machine (truyện ngắn)
- Nguyễn Trung Trực quy thần (tuồng)
- Ký Charton và Le Page (tuồng)